# Principauté de l'île d'Elbe
Cet article concerne l'ancienne principauté. Pour l'île, voir île d'Elbe.
14 avril 1814 – 26 février 1815
(10 mois et 12 jours)
Entités précédentes :
- Empire français (département de la Méditerranée)

Entités suivantes :
- Grand-duché de Toscane

La principauté de l'île d'Elbe (en italien : Principato d'Elba) est une éphémère monarchie européenne. Elle correspond à l'exil de Napoléon sur l'île d'Elbe, dans l'archipel toscan, au large de l'Italie. Elle dure d'avril 1814 à février 1815, à peu près trois cents jours. Elle est placée sous la souveraineté de Napoléon Ier, ancien empereur des Français et roi d'Italie, après sa première abdication et avant son retour en France pendant les Cent-Jours, à la suite de sa reconquête du pouvoir. Cette période correspond au premier exil de Napoléon.

## Contexte

### Abdication
Lors de la campagne de France, la ville de Paris est abandonnée par l'armée française. Napoléon souhaite faire une nouvelle contre-attaque, mais ses généraux refusent cette idée et poussent l'empereur à abdiquer.

### Lieu d'exil
Le traité de Fontainebleau impose à Napoléon d'être exilé, mais le lieu n'est pas précisé et différentes options sont envisagées. Comme le tsar Alexandre Ier a promis un établissement hors de France digne de l’empereur Napoléon, il propose la Corse à Caulaincourt, qui refuse, car elle fait partie de l'ancien royaume de France. Celui-ci propose la Sardaigne, mais cette fois, c'est le tsar qui, à son tour rejette la proposition, cette île appartenant à la maison de Savoie (royaume de Piémont-Sardaigne). Les coalisés laissent finalement le choix à Napoléon d'établir sa souveraineté sur l'île de Corfou ou sur l'île d'Elbe, une dépendance de la Toscane,. Si l'empereur déchu choisit la seconde, c'est sans doute en raison de sa proximité avec sa Corse natale.
L’île d’Elbe devient « une principauté séparée […] possédée par [l’empereur Napoléon] en toute souveraineté et propriété ».

### Tentative de suicide
Napoléon ingère, dans la nuit du 12 avril au 13 avril, une dose de « poison de Condorcet » afin de se suicider. Ce n'est cependant pas suffisant et les effets du poison se dissipent peu à peu.

### Départ
Le 18 avril 1814, le comte Pierre Dupont de l'Étang, ministre de la Guerre de Louis XVIII, informe par courrier le général Jean-Baptiste Dalesme, qui gouverne l’île d’Elbe au nom de la Grande Duchesse de Toscane, Élisa Bonaparte, qu'il doit remettre ce territoire à Napoléon.
Le 20 avril 1814, l'empereur fait ses adieux à sa vieille garde. Son convoi, de Fontainebleau jusqu'à la Méditerranée, avant son embarquement pour l'île d'Elbe, passe par des villages provençaux royalistes qui le conspuent. Il risque même d'être lynché à Orgon, ce qui l'oblige à se déguiser.

## Histoire

### Création
La principauté de l'Île d'Elbe est créée le 14 avril 1814 par le traité de Fontainebleau. Cet État permet à l'ancien empereur des Français Napoléon Ier de conserver ses titres de noblesse. Ainsi, le traité explique que l'Empereur « renonce pour lui, ses successeurs et descendants, ainsi que pour chacun des membres de sa famille, à tout droit de souveraineté et de domination, tant sur l'Empire français et le royaume d'Italie, que sur tout autre pays. L.M. l'empereur Napoléon et l'impératrice Marie-Louise conserveront ces titres et qualités pour en jouir leur vie durant ». L'article 3 indique que « L'île d'Elbe, adoptée par S.M. l'empereur Napoléon pour lieu de son séjour, formera, sa vie durant, une principauté séparée qui sera possédée par lui en toute souveraineté et propriété ».
Le climat, la végétation et les senteurs de ce territoire rappellent la Corse à Napoléon. La population de l'île s'est montrée hostile à l'empereur durant les années précédentes mais, désormais, le peuple de cette île pense que la venue de l'empereur lui donnerait un plus grand prestige.
Une proclamation est affichée dans toute l'île : « Le plus heureux événement qui pût jamais illustrer l'histoire de l'île d'Elbe s'est réalisé en ce jour ! Notre auguste souverain, l'empereur Napoléon est arrivé parmi nous. Nos vœux sont accomplis : la félicité de l'île d'Elbe est assurée. »

### Installation de Napoléon
Le 4 mai 1814 vers 15 heures, Napoléon quitte la frégate anglaise Undaunted (en) qui mouille dans la rade de Portoferraio depuis la veille après six jours de navigation depuis le port de Fréjus où il avait embarqué. Il se rend à bord d'une chaloupe mue par vingt-quatre rameurs au port de l'île, où les autorités civiles, militaires et religieuses sont venues l'accueillir. Le pied à peine posé à terre, des cris de Evviva l'imperatore ! fusent de la foule venue nombreuse des quatre coins de l'île pour acclamer le nouveau souverain. Les cloches des églises sonnent à toute volée et mêlent leur son à celui des canons des forts Stella et Falcone, auxquels répondent ceux de l'Undaunted, tandis que le 35e régiment d’infanterie légère fait battre les tambours. Pietro Traditi, maire de Portoferraio, lui présente les clefs de la Porta del Mare (« porte de la Mer », en forme d'arc de triomphe, qui existe toujours et est à l'époque le passage obligé pour accéder à la ville),.
Après les discours d'usage, Napoléon se rend à l'église paroissiale située sur la place d'Armes, afin d'y entendre un Te Deum ; l'office est célébré par l'abbé Arrighi, vicaire général de l'évêque d'Ajaccio. Après la cérémonie, il se rend à l'hôtel de ville, situé à quelques pas. Il y accorde quelques audiences, il nomme le général Drouot gouverneur militaire et ministre de la Guerre. Puis il prend possession des appartements provisoires qu'on y avait préparé à la hâte à son intention, à l'hôtel de ville.

Dans le même temps, Napoléon fait publier un procès-verbal annonçant aux habitants de l'île sa prise de pouvoir. Ce procès-verbal est le suivant : 

« Ce 4 mai 1814. S.M. l'empereur Napoléon ayant pris possession de l'île d'Elbe, le général Drouot, gouverneur de l'île, au nom de l'Empereur, a fait arborer sur les forts, le pavillon de l'île : fond blanc traversé diagonalement d'une bande rouge semée de trois abeilles fond d'or. Ce pavillon a été salué par les batteries des forts de la côte, de la frégate anglaise l'Undaunted et les bâtiments de guerre français qui se trouvaient dans le port. En foi de quoi, nous, commissaires des puissances alliées, avons signé le présent procès-verbal avec le général Drouot, gouverneur de l'île, et le général Dalesme, commandant supérieur de l'île. »

— Fait à Portoferrajo le 4 mai 1814.
Celui-ci est signé par Koller (de), Campbell (en), Drouot et Dalesme.

### Logement de l'empereur

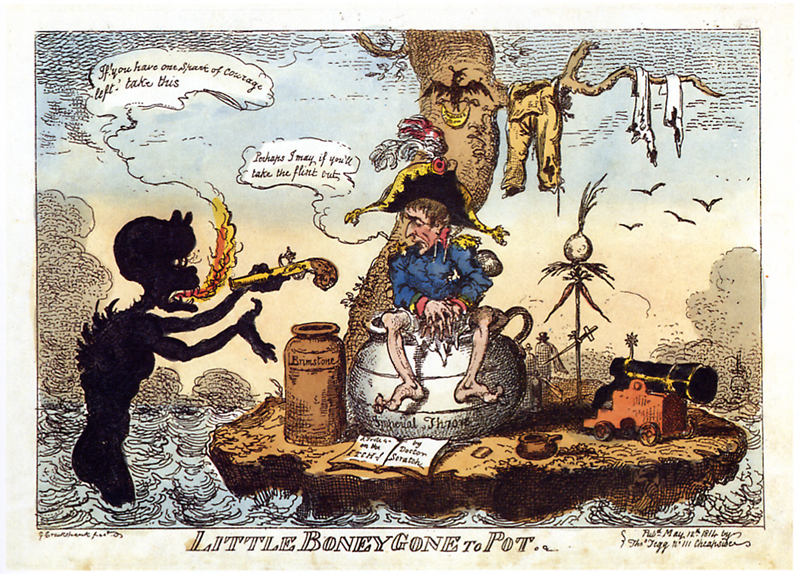
Représentation caricaturale de Napoléon sur l'ile d'Elbe.

Durant son règne, l'empereur loge à la Palazzina dei Mulini, édifice situé à Portoferraio, la capitale de l'île. Napoléon y prend ses quartiers après avoir vécu quelques jours à la mairie de la ville.
Louis Joseph Marchand, serviteur de Napoléon, décrit ainsi le palais : « Cette maison consistait en un rez-de-chaussée peu élevé composé de dix pièces ; quatre avaient vue sur la ville, qu'elles dominaient : une antichambre, un petit salon, une salle à manger, une petite galerie ; les six autres étaient sur le jardin et sur la mer ; un bureau, une bibliothèque, une chambre à coucher, une salle de bains, deux pièces de dégagement pour le service intérieur. Cette maison, située au haut d'une des rues les plus escarpées de la ville, se trouvait à mi-côte, dominée par le fort l'Étoile, où restait le général Cambronne, et le fort Falcone qui s'en trouvait plus éloigné et où étaient casernés les Polonais et les mamelucks. Ces deux forts, unis par un chemin couvert, établissaient le système des défenses de la ville du côté de la mer. »
Par la suite, Napoléon fait totalement réaménager le palais par l'architecte Paolo Bargigli.

## Politique et administration

### Organisation politique elboise
L'État d'Elbe est une monarchie, dans laquelle l'empereur possède tous les pouvoirs. Napoléon a alors comme ministres certains dignitaires de l'État.
Le grand-maréchal Bertrand est ministre de l'Intérieur et gouverneur des Affaires civiles. Antoine Drouot est gouverneur militaire et ministre de la Guerre. Le général Cambronne est commandant de la garde impériale, responsable de la quarantaine, commandant de la place de Portoferraio et, ce qui est peu connu, de l'îlot de Palmaiola.
La fonction de trésorier général de l'Empereur et receveur général des recettes de l'île d'Elbe est dévolue à Guillaume Peyrusse.

### Réformes
Sur place, le « petit caporal » déborde d'énergie. Deux jours seulement après son arrivée, il inspecte les mines de fer de Rio Marina administrées par  André Pons de l'Hérault et développe l'industrie minière en exploitant le marbre. Il lance un plan de construction de ponts et de routes reliant les communes à la capitale. Il dresse un bilan des ressources de l'île. L'empereur conseille la culture de pommes de terre et ordonne le reboisement de certaines vallées avec des oliviers, des mûriers et des châtaigniers, afin de favoriser l'élevage de vers à soie.

#### Hygiène
Napoléon prend des mesures de salubrité pour développer les conditions de vie des Elbois ; il établit un plan d'irrigation et demande la construction d'un hôpital. Le souverain organise le ravitaillement de Porto Ferrajo en eau potable.

#### Relations commerciales internationales
Il conclut un traité de commerce avec Livourne et en négocie un autre avec Gênes.

#### Armée et sécurité

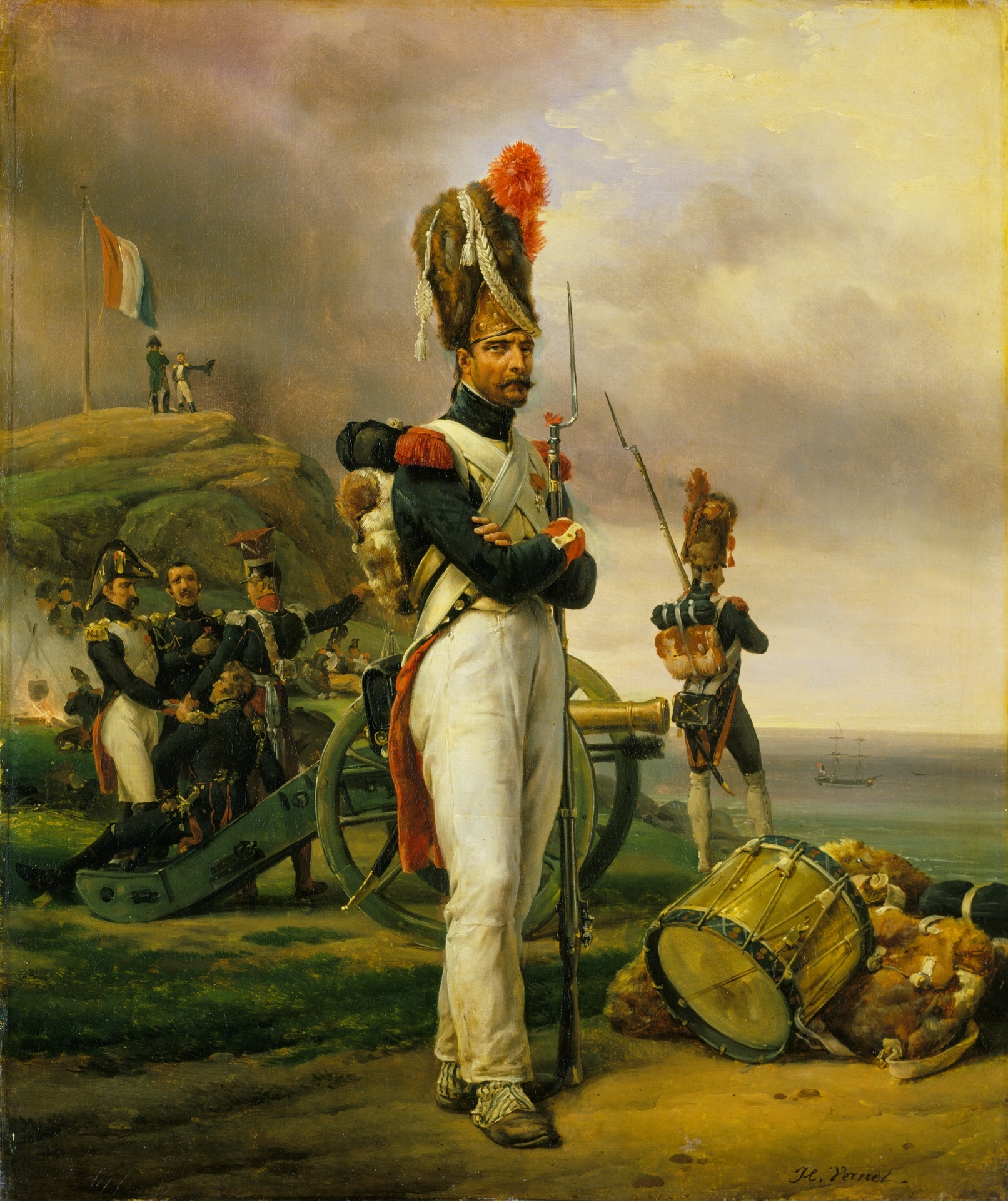
Un grenadier de la garde à l'île d'Elbe,
Horace Vernet, 1818-1820,
Wallace Collection, Londres.

Bonaparte est accompagné d'une suite d'une cinquantaine de personnes puis d'un bataillon d'infanterie de la Vieille Garde fort de sept cents à huit cents hommes, en grande partie des Corses.
L'île d'Elbe bénéficie aussi d'une flotte de six navires, commandés par le lieutenant Taillade.
Cependant, Bonaparte juge que les quelques centaines d'hommes de son ancienne garde ne sont pas suffisants, il souhaite alors s'entourer d'un « escadron de cavaliers polonais, d'un bataillon de la milice elboise et d'un bataillon de chasseurs corse. » Ce sont au total 1 600 soldats qui défendent l'île. Il demande aussi la construction de forteresses. Le budget de l'armée est colossal, il s'élève à un million de francs par an. Ainsi, une grande partie des ressources de l'île y est engloutie.
Vers 1820, Horace Vernet réalise un tableau de propagande pour la cause bonapartiste qui a été gravé. Le grenadier qui y est représenté a un pantalon rapiécé et des guêtres en coutil de matelas — détails grâce auxquels Vernet suggère les épreuves endurées par Napoléon et ses hommes en exil. Le navire à l'arrière-plan droit est vraisemblablement L'Inconstant qui a ramené Napoléon en France.

## Vie de l'empereur et de l'île

### Visites familiales
L’Impératrice Marie-Louise se propose, dans un premier temps de rejoindre son époux, puis, après avoir rencontré son père, l'empereur François Ier d'Autriche, décide de rester à Vienne avec son fils.
Pauline, la sœur de l'empereur, vient plusieurs fois rendre visite à son frère, avant de s'installer sur l'île. Avec elle, Napoléon va organiser de nombreux bals, réceptions et représentations théâtrales.
La mère de Napoléon, Letizia Bonaparte, rend également visite à son fils.
Marie Walewska, avec son fils, fait une visite discrète sur l'île la nuit du 1er septembre.

### Surveillance

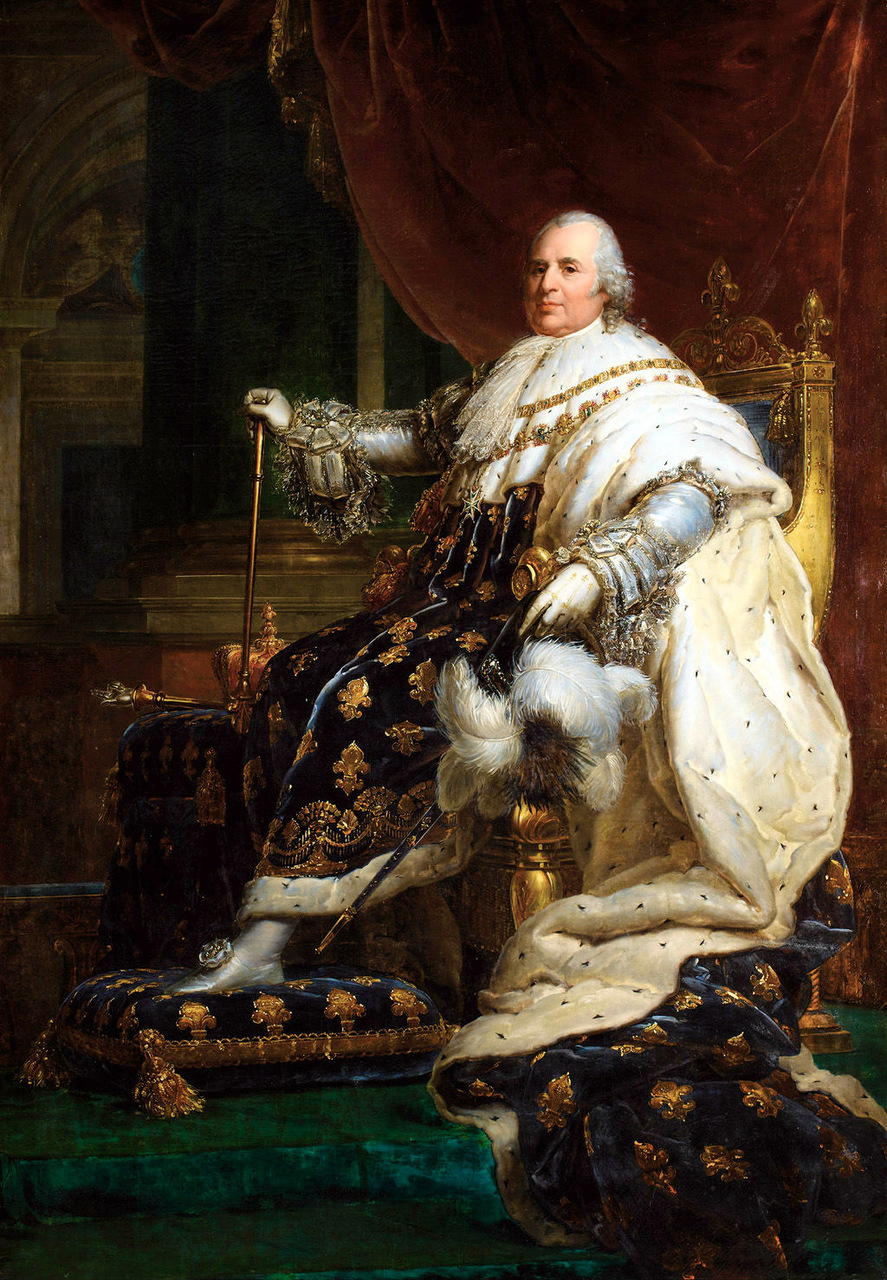
Portrait de Louis XVIII.

L'île est pendant trois cents jours le centre de tous les intérêts. Y affluent officiers et simples soldats en quête d'un emploi, représentants des armées étrangères, espions de tous bords et étrangers venus pour délivrer, assassiner, ou simplement tenter d'approcher celui qui régnait sur l'Europe un an auparavant.
Bonaparte est étroitement surveillé par Louis XVIII et les puissances européennes.
En outre, Neil Campbell est chargé de veiller sur lui mais il est régulièrement absent, car il part voir sa maîtresse, la comtesse Mianici, en Italie.

### Soulèvement des habitants pressurés par le fisc napoléonien
L'argent pour payer les travaux entrepris ainsi que le train de vie de Napoléon et de sa cour pléthorique doit en principe provenir des revenus fonciers de l'île, notamment des mines de l'État, et des taxes sur le sel et les pêcheries, ainsi que des deux millions de francs devant être versés annuellement par la France.
En l'absence de ces deux millions, les impôts et les taxes sont augmentés bien au-delà de ce que les douze mille habitants de l'île sont habitués à payer. Les villageois de Capoliveri font battre en retraite les soldats envoyés pour collecter les impôts impayés, anciens et nouveaux. Une deuxième force de deux cents hommes est dépêchée sur les lieux et les deux prêtres qui avaient incité à la résistance sont arrêtés et traduits devant un tribunal militaire où ils échappent de peu à la peine capitale.
Les habitants de l'île se plaignent à l'agent britannique Campbell, lui demandant protection contre « les exactions de leur souverain ». Le départ de Napoléon met fin à l'insatisfaction grandissante de ses sujets.

## Évasion

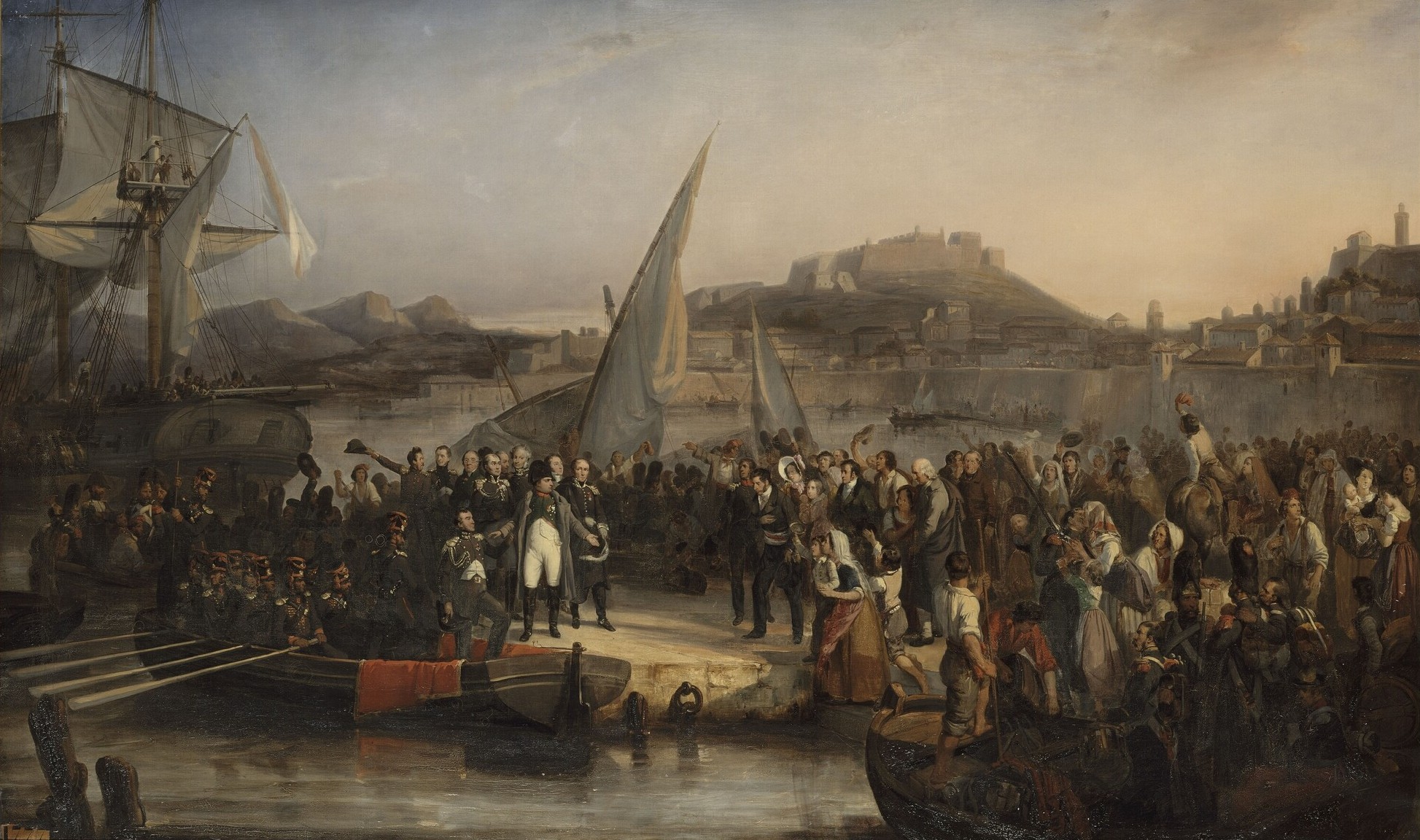
Napoléon Ier quittant l'île d'Elbe pour revenir en France, s'embarque dans le port de Portoferraio, 26 février 1815, huile sur toile, Joseph Beaume, 1836, château de Versailles. Dans ce tableau, Napoléon salue les habitants de l'île d'Elbe avant son départ ; il est entouré par le trésorier Guillaume Peyrusse et les généraux Antoine Drouot, Henri Gatien Bertrand et Pierre Cambronne.

### Plan et projets
Dès son arrivée sur l'île, Napoléon échafaude des plans, parfois hautement romanesques, pour s'en évader, malgré la présence de nombreux espions et du commissaire anglais chargé de la surveillance, le colonel Neil Campbell (en), mais il parvient à endormir leur méfiance.
Napoléon active des réseaux civils et militaires et reçoit de France de nombreuses visites. Cette activité lui permet de se rendre compte d'une certaine déception des Français vis-à-vis de la Restauration. Il sait qu'il n'est pas oublié.
L'empereur craint un débarquement des coalisés ou son enlèvement ou son assassinat commandités par des royalistes. Il est peut-être influencé par une rumeur selon laquelle il serait exilé très loin du continent, aux Açores ou à Sainte-Hélène,. Il ne touche pas sa rente de deux millions de francs promise par le traité de Fontainebleau. Il fait alors croire à Campbell qu'il ne souhaite pas retourner en France, notamment en lui disant : « Je n'existe plus pour le monde. Je suis un homme mort. Je ne m'occupe plus que de ma famille, de ma retraite, de ma maison, de mes vaches et de mes mulets ! » Son gardien pense que Napoléon est sincère : « Je commence à croire qu'il est tout à fait résigné à sa retraite et qu'il se trouve passablement heureux. »
En réalité, Napoléon ne souhaite qu'une chose, retourner en France.

### Départ
Profitant de l’absence de Campbell, parti le 14 février voir sa maîtresse à Livourne, Napoléon déclare à sa mère, le 23 du même mois, qu'il compte bien retourner sur son trône. Elle répond : « Ce qui doit être sera. Que Dieu vous aide… mais s'il est écrit que vous devez mourir, il est préférable que ce soit non par le poison, ni par un repos indigne de vous, mais l'épée à la main. »
Le 26 février, Napoléon quitte l'île d'Elbe, non sans avoir dit adieu aux Elbois, venus l'acclamer en grand nombre.

## Dans les arts
Durant les Cent-Jours, le poète russe Alexandre Pouchkine compose un poème intitulé Napoléon à Elbe (Napoleon na Elbe).